# Zecco-Yarcé
Ne doit pas être confondu avec Zecco.
Zecco-Yarcé est une commune rurale située dans le département de Zecco de la province du Nahouri dans la région du Centre-Sud au Burkina Faso.

## Géographie
Zecco-Yarcé est situé à 1 km à l'Ouest de Zecco sur la route régionale 15. La frontière ghanéenne se trouve à 3 km au Sud.

## Santé et éducation
Le centre de soins le plus proche de Zecco-Yarcé est le centre de santé et de promotion sociale (CSPS) de Zecco tandis que le centre médical (CMA) le plus proche se trouve à Pô.